# Colectivo Roosevelt
El Colectivo Roosevelt —en francés: Collectif Roosevelt— es un movimiento ciudadano francés aparecido en 2012 estructurado bajo la forma de una asociación "ley 1901" y compuesto de numerosos grupos locales.
Retomando la expresión de Stéphane Hessel y Edgar Morin (que forman parte de los fundadores del movimiento), el Colectivo Roosevelt apunta hacia "una política del querer-vivir y re-vivir, que nos arranque de una apatía y una resignación mortales".
La agrupación se inspira del proceder voluntarista e intervencionnsta del antiguo  presidente americano Franklin Delano Roosevelt para salir de la crisis de 1929, el « New Deal» (o Nuevo contrato en español). El Colectivo Roosevelt actúa siguiendo dos modalidades principales: por una parte, promoviendo quince propuestas de reformas económicas y sociales  ante los parlamentarios, los agentes sociales y los gobiernos; por otra parte, animando grupos locales que organizan formaciones, debates y conferencias, en el espíritu de la Educación popular francesa.

## Historia
Fundado por personalidades de la talla de Stéphane Hessel, Susan George, Pierre Larrouturou, Edgar Morin, Cynthia Fleury, Roland Gori, Dominique Méda, Michel Rocard, Patrick Viveret, Bruno Gaccio, Patrick Pelloux, Claude Alphandéry ou Curtis Roosevelt (nieto de Franklin Delano Roosevelt), es igualmente el punto de encuentro de redes y ONG.
En septiembre de 2012, la moción presentada en el congreso del partido socialista por Stéphane Hessel, retomando varias propuestas del Colectivo Roosevelt, termina en tercera posición con cerca del 12% de los votos y está a punto de medirse en la segunda vuelta frente a Harlem Désir por el puesto de secretario general.
Presente únicamente en Francia hasta noviembre de 2012, el movimiento se implantó seguidamente en Bélgica.

## Objetivos y propuestas
Las 15 propuestas tienen por objetivo evitar un hundimiento de la economía, elaborar una nueva sociedad, luchar contra el paro endémico y crear una Europa democrática.
El primero de diciembre de 2013, 109 000 personas habían firmado el Manifiesto Roosevelt 2012  17.

### Evitar el hundimiento de la economía
1. Disminuir fuertemente los tipos de interés de los estados en tiempo de crisis económica para que no se asfixien financieramente pagando sus deudas con tipos entre 600 y 800 veces superiores a los de los bancos privados.
2. Creación de un impuesto europeo sobre los beneficios de las empresas, la media europea es de un 25% con respecto a un 40% para los EE. UU., lo que permitiría disponer de mayor poder financiero.
3. Anular las reducciones de impuestos acordadas a las empresas y a las rentas más altas los últimos diez años en Francia, lo que permitiría volver a un presupuesto con equilibrado.
4. Luchar contra los  paraísos fiscales que hacen perder a cada Estado miembro de la Unión Europea del  1 al 1.5% del PIB  utilizando la presión de los mercados públicos.
5. Limitar lo más posible los despidos como es el caso en Alemania con la "jornada reducida" Kurzarbeit (en alemán).
6. Ayudar a los precarios cuyas prestaciones terminan financieramente y con formación.
7. Prohibir la especulación de los bancos con el ahorro privado  separando los bancos de depósito de los bancos de negocios.
8. Creación de un impuesto sobre los transacciones financieras en la Unión Europea para que los mercados financieros contribuyan a un "Fondo europeo de estabilidad financiera".
9. Combatir las deslocalizaciones instituyendo normas sociales y medioambientales en el comercio mundial.

### Contra el paro, construir una nueva sociedad
1. Crear empleos en el sector de la construcción y reducir los alquileres con una política de la vivienda ambiciosa.
2. Combatir el cambio climático reduciendo los gases de efecto invernadero, conservando la misma calidad de vida.
3. Desarrollar une economía social y solidaria más respetuosa con el medio ambiente y las personas.
4. Compartir el tiempo de trabajo y los ingresos entre los "hiperempleados", precarios y parados.

### Construir una Europa democrática
1. Detener la parálisis del sistema cambiando las instituciones y adoptando un sistema parlamentario.
2. Negociar un Tratado de la Europa social, lo que evitará las deslocalizaciones y el dumping intra-europeo.